# Heterotextus
Heterotextus is een geslacht van schimmels  in de familie Dacrymycetaceae.

## Soorten
Volgens Index Fungorum bestaat het geslacht uit de volgende vier soorten (peildatum maart 2023):
| Soortnaam                 | Auteur(s)      | Publicatiejaar |
| ------------------------- | -------------- | -------------- |
| Heterotextus flavus       | Lloyd          | 1922           |
| Heterotextus luteus       | (Bres.) McNabb | 1965           |
| Heterotextus miltinus     | (Berk.) McNabb | 1965           |
| Heterotextus peziziformis | (Berk.) Lloyd  | 1922           |